# Judapeste
Judapeste (em húngaro: Judapest, pronunciado: [ˈjudɒpɛʃt]) é um portmanteau do alemão Jude ("judeu") e Budapeste; um termo inicialmente depreciativo e supostamente cunhado pelo prefeito de Viena, Karl Lueger em referência à grande população judaica da cidade e sua intolerância contra judeus e magiares étnicos, durante o final do século XIX e na primeira metade do século XX. O termo é amplamente retomado pela imprensa de extrema direita no período entreguerras e atinge seu auge durante a Segunda Guerra Mundial.

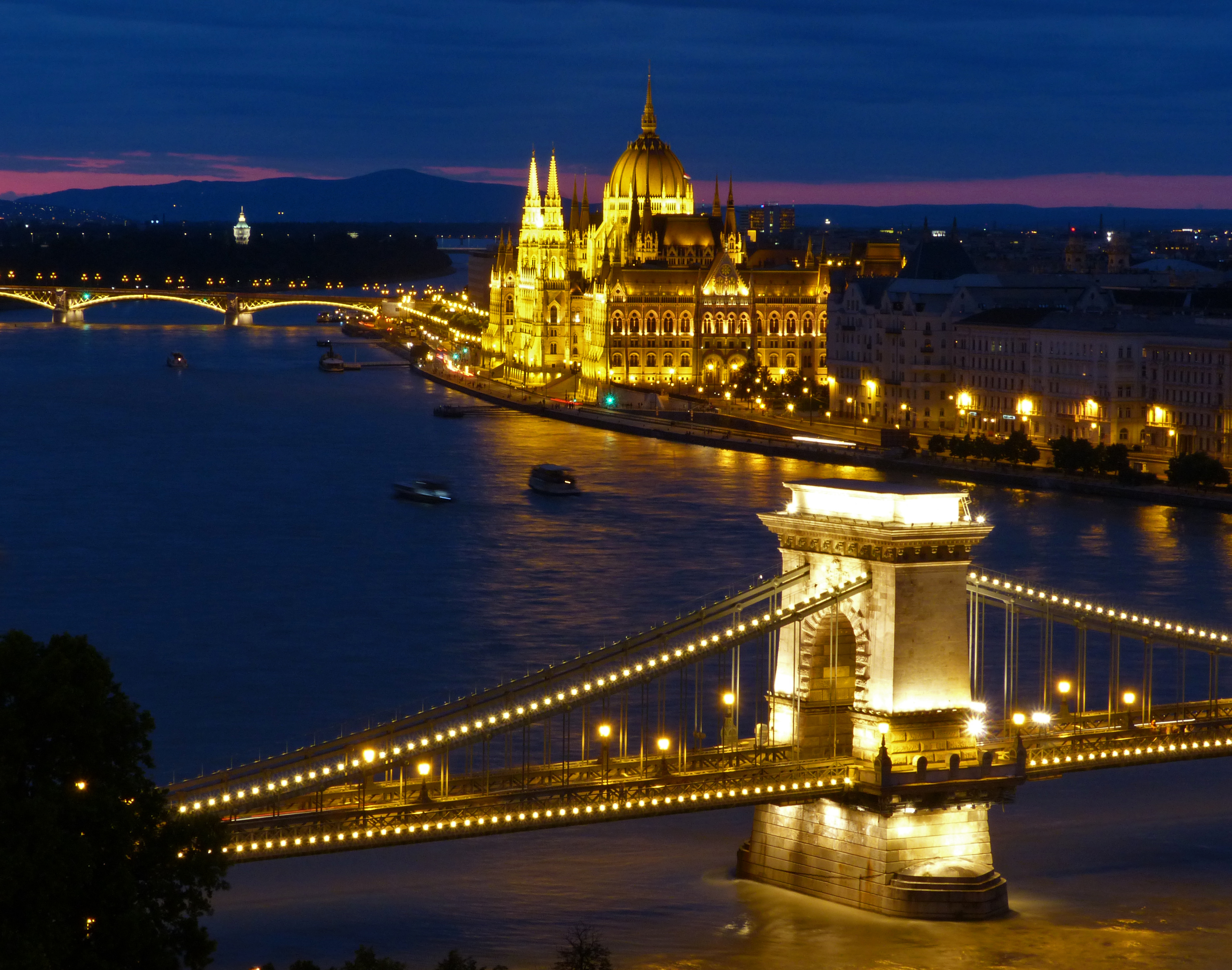
Ponte Széchenyi Lánchíd (Ponte das Correntes), financiada pelo judeu Sámuel Wodianer, e, ao tempo da sua construção, tida como uma das maravilhas do mundo.

## História

### Antiguidade e Idade Média
A presença judaica no território de Buda pode ser rastreada até a Aquincum romana do século III e IV, a capital provincial da Panônia. Com a queda do Império, Aquinco declinou e perdeu seu caráter urbano. Os judeus se reinstalaram em Buda na segunda metade do século XI, após a conquista da região pelas tribos magiares urálicas.
A lápide mais antiga datada deste período é a de Pesah ben Peter, datada de 1278, e uma sinagoga é mencionada em uma crônica de 1307. Durante o reinado de Luís I, no século XIII, os judeus adquiriram seu próprio bairro, sinagogas, cemitério e banhos rituais. Contudo, eram fortemente tributados, tiveram que se separar com marcas em suas roupas e enfrentavam algumas restrições religiosas e legais.
A partir do século XIV, Buda começou a atrair judeus da Europa Ocidental e Central, muitos recentemente expulsos da França. Na segunda metade do século XV, o rei Matias Corvino, um humanista da Renascença tolerante e erudito, concedeu aos judeus de Buda uma autonomia legal considerável e os protegeu da perseguição religiosa. Os moradores se rebelaram contra a presença judaica e, após a morte de Matias em 1490, uma multidão atacou os judeus de Buda, assassinando-os, incendiando suas casas e saqueando suas posses.
Os turcos ocuparam a cidade que serviria como a capital da província mais setentrional do Império Otomano. Em 1686, os judeus de Buda participaram da defesa da cidade contra as forças dos Habsburgos e sofreram severamente durante seu bombardeio. Cerca de um quarto dos cerca de 1.000 judeus de Buda foram resgatados e conseguiram escapar da cidade, outro quarto fora morto durante o subsequente saque da cidade, cerca de 500 foram levados em cativeiro e, mais tarde, foram resgatados pelas comunidades judaicas. Os judeus restantes foram severamente punidos por sua lealdade aos turcos otomanos.
A maioria dos judeus que permaneceram em Buda após a batalha, assim como a maioria daqueles no resto da Hungria, saíram com os turcos em retirada. Os capturados foram enviados para Viena, Bratislava ou Mikulov. As mesquitas e minaretes de Buda foram destruídas e três sinagogas foram queimadas, juntamente com inúmeros livros valiosos, pelo Exército do Sacro Império Romano-Germânico. As tropas imperiais enterraram seus próprios mortos e jogaram os cadáveres dos turcos e judeus no Danúbio.
Após o Tratado de Karlowitz, no qual os otomanos foram derrotados pela Liga Sagrada, a residência judaica sob o domínio dos Habsburgos foi precária. Em 1746, apenas um ano depois que a Imperatriz Maria Teresa ordenou a expulsão dos judeus de Praga, decidiu-se um destino semelhante para os de Buda. Em 1783, na sequência do Édito de Tolerância emitido por José II para os judeus da Hungria, foi permitido o assentamento em Buda. Na primeira metade do século XIX, mais de 1.000 judeus foram registrados na cidade; no entanto, a comunidade judaica em Buda vivia à sombra de suas duas comunidades irmãs, primeiro vizinha Óbuda (”Velha Buda" em húngaro), depois Peste, do outro lado do rio.
Já em 1784, Peste era a segunda maior cidade depois de Buda, mas antes do Édito de Tolerância nenhum judeu era legalmente autorizado a viver na cidade.

### Eras Moderna e Contemporânea
A primeira década do século XX marcou a idade de ouro da presença judaica na economia e nas profissões em geral, como engenharia, farmácia e direito, onde os judeus haviam sido legalmente excluídos antes de sua emancipação em 1867. No processo de crescente assimilação, os judeus húngaros progressistas, os neologues, abandonaram o iídiche e o alemão em favor do húngaro, considerando seu uso uma marca de sua emancipação.
Os judeus assimilados também desistiram de roupas religiosas e ajustaram a liturgia judaica para se assemelhar a um culto cristão. Entre 1880 e 1910, a porcentagem de judeus que declararam húngaro como sua língua materna em Budapeste aumentou de 59% para 90%, enquanto o alemão despencou de 35% para 8,6%. Apesar disso, cerca de dois terços dos judeus de Budapeste permaneceram bilíngues em 1900, e, consequentemente, apesar da rápida magiarização quase completa, Budapeste ainda era a maior comunidade judaica urbana de língua alemã da Europa depois de Viena, superando facilmente Berlim.
Após a queda da Monarquia Dual após a derrota na Primeira Guerra Mundial, o clima de crescente antissemitismo e nacionalismo em meio ao colapso do Império Habsburgo e ao desmembramento da Hungria, que perdeu dois terços de seu território e um terço de sua população para os estados vizinhos, contribuiu para a crença entre os conservadores de que Budapeste permanecia como um implante liberal, cosmopolita e estrangeiro na Hungria, em grande parte devido à sua presença judaica esmagadora.
Miklós Horthy, um oficial naval e líder conservador que derrotou as forças revolucionárias na Hungria após a guerra, permaneceu o chefe de estado do país até 1944, inicialmente hesitante em colaborar com as políticas genocidas da Alemanha aliada, mas eventualmente aprovando uma série de leis anti-judaicas em 1941, restringindo os direitos civis e as atividades econômicas da judia de Budapeste.
No final de 1943, em meio ao avanço do Exército Vermelho, a Hungria começou a negociar com os Aliados para se libertar da guerra. Por um breve momento, parecia que os judeu húngaro sairiam relativamente ilesos dos horrores que haviam engolido o resto da Europa, mas os alemães eventualmente ocuparam o país em 19 de março de 1944, e o chefe da Gestapo, Adolf Eichmann, estabeleceu seu comando das SS em Budapeste. A deportação e gaseamento de quase 440.000 judeus provinciais em Auschwitz-Birkenau começou em meados de maio e foi realizada em julho como resultado da plena cooperação das autoridades húngaras.
Em outubro de 1944, após a ocupação alemã da Hungria em março de 1944 e a deposição de Horthy em outubro, Ferenc Szálasi foi eleito primeiro-ministro e chefe de estado. Seu regime impôs a lei marcial, participou dos esforços de guerra da Alemanha e recomeçou o Holocausto na Hungria, que havia sido interrompido por Horthy. As primeiras execuções ocorreram em novembro pelas margens do Danúbio, que seria chamado de "o Cemitério Judaico". Quando o Exército Vermelho libertou Budapeste em fevereiro de 1945, cerca de 100.000 judeus da capital haviam sido assassinados em pogroms diários nos últimos meses.

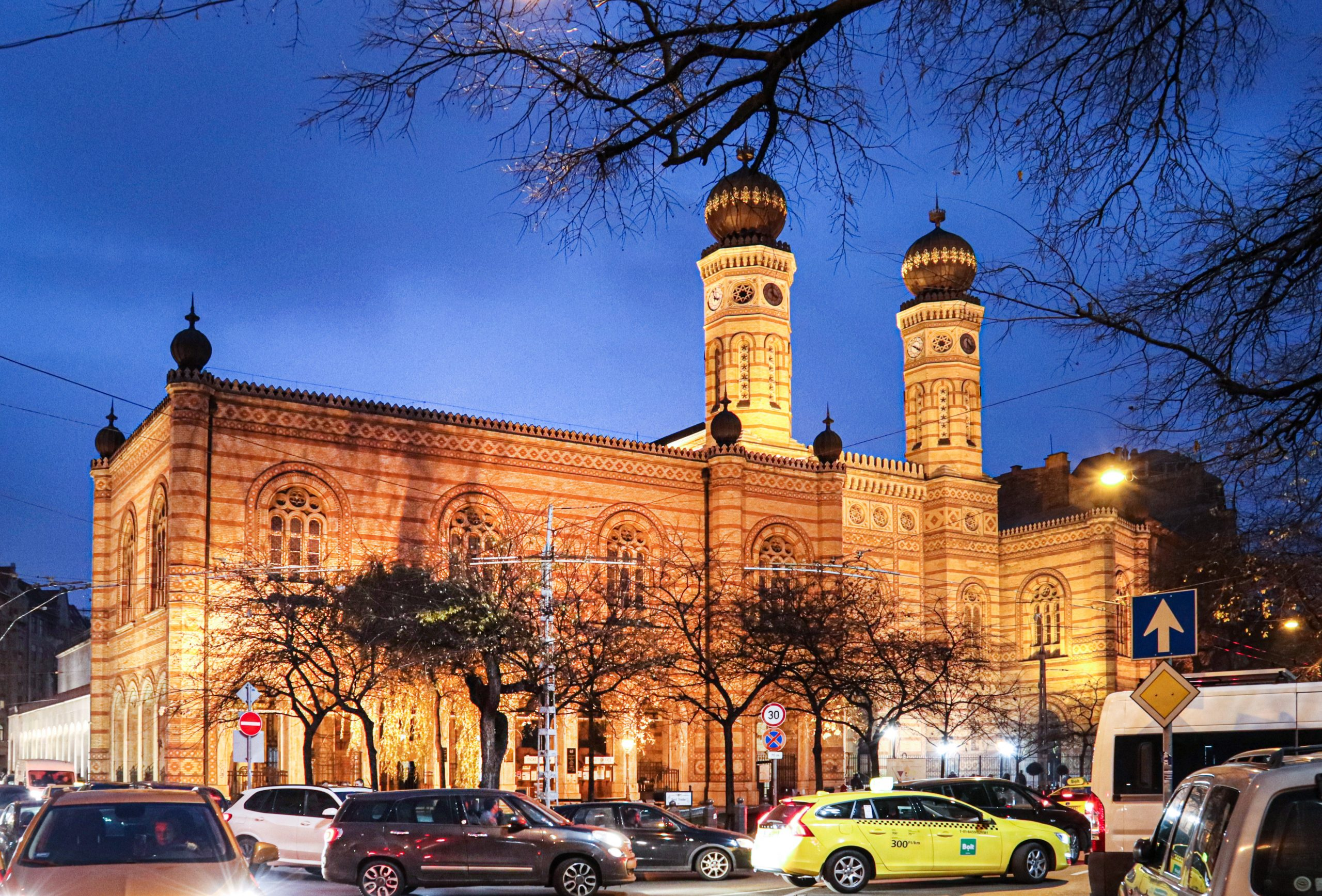
A Grande Sinagoga de Budapeste na Rua Dohány, a maior e mais monumental sinagoga da Europa.

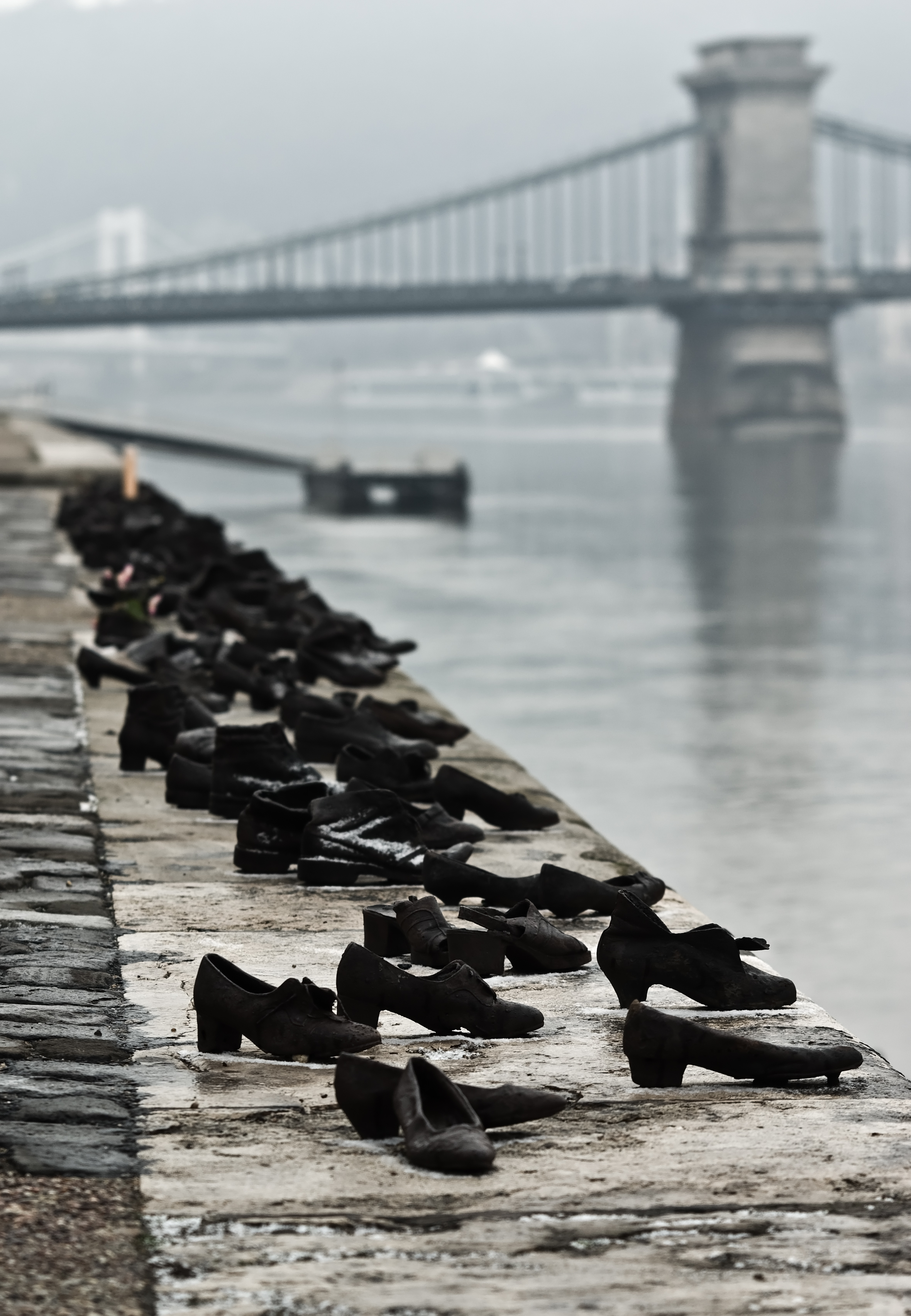
Sapatos no Passeio do Danúbio - Memorial do Holocausto por Can Togay. [https://en.wikipedia.org/wiki/Shoes_on_the_Danube_Bank

Apenas cerca de metade da população judaica de Budapeste emergiu viva no final da guerra. Outros 20.000 judeus voltaram dos campos de concentração. Muitos deixaram o país nos anos imediatos após a guerra e mais uma vez em 1956, mas Budapeste reinou como a maior comunidade judaica do bloco comunista fora da URSS. Desde 1989, houve um renascimento da atividade educacional, com cinco escolas elementares atualmente funcionando, bem como vários jardins de infância. Os estudos judaicos são ensinados em três universidades: ELTE, Universidade da Europa Central e na Universidade Judaica de Estudos Rabínicos em Budapeste (em húngaro: Országos Rabbiképző Intézet). O Museu Judaico e os arquivos judaicos estão alojados na Grande Sinagoga da Rua Dohány, e a Casa Comunitária Bálint apresenta palestras e outros eventos e é um foco da vida cultural judaica. O Centro Memorial do Holocausto na Sinagoga da Rua Páva foi aberto ao público em 2004, marcando o sexagésimo aniversário da tragédia. Um ano depois, o primeiro-ministro húngaro Ferenc Gyurcsany inaugurou um memorial àqueles que foram mortos no Danúbio. Sessenta pares de sapatos fundidos em ferro e colocados nas margens do rio.
Com uma população estimada de 80.000 a 120.000, Budapeste ainda é o lar da maior comunidade Asquenaze da Europa continental. A grande maioria das pessoas não é religiosa e os judeus ortodoxos desapareceram quase totalmente da Hungria como resultado do Holocausto e da emigração pós-guerra para Israel e os Estados Unidos. Existem 16 sinagogas funcionais em Budapeste - 31 na grande Hungria - com um tamanho total da congregação de apenas alguns milhares de membros, a maioria deles do secto neologue. Um total de cinco escolas de ensino fundamental, médio e médio fornecem educação judaica ao lado do currículo húngaro em Budapeste.

## Demografia
Por volta de 1820, quando a sinagoga neoclássica de Óbuda foi inaugurada, a comunidade atingiu o auge de sua influência com 3.500 residentes judeus, cerca da metade da população da cidade, tornando-se a maior comunidade judaica da Hungria. Até então, a maioria dos judeus eram vendedores ambulantes, diurnos e artesãos, mas também havia trabalhadores judeus nas importantes indústrias que importavam têxteis e exportavam produtos agrícolas para o oeste.
Em 1838, o número de judeus na comunidade começou a diminuir em nítido contraste com a crescente população de Peste, e suas instituições caíram em declínio. A comunidade judaica cresceria em 1850 para cerca de 15.000 pessoas, enquanto Peste estava emergindo como o coração comercial, político e cultural indiscutível do país.
Criada oficialmente em 1873, pela junção das três cidades adjacentes, Budapeste era lar de mais de 215.000, representando aproximadamente um quarto da população da capital húngara. Na Europa, apenas Varsóvia tinha mais habitantes judeus. Embora Budapeste também fosse o centro da indústria húngara e tivesse uma grande classe trabalhadora, os judeus estavam concentrados no comércio.

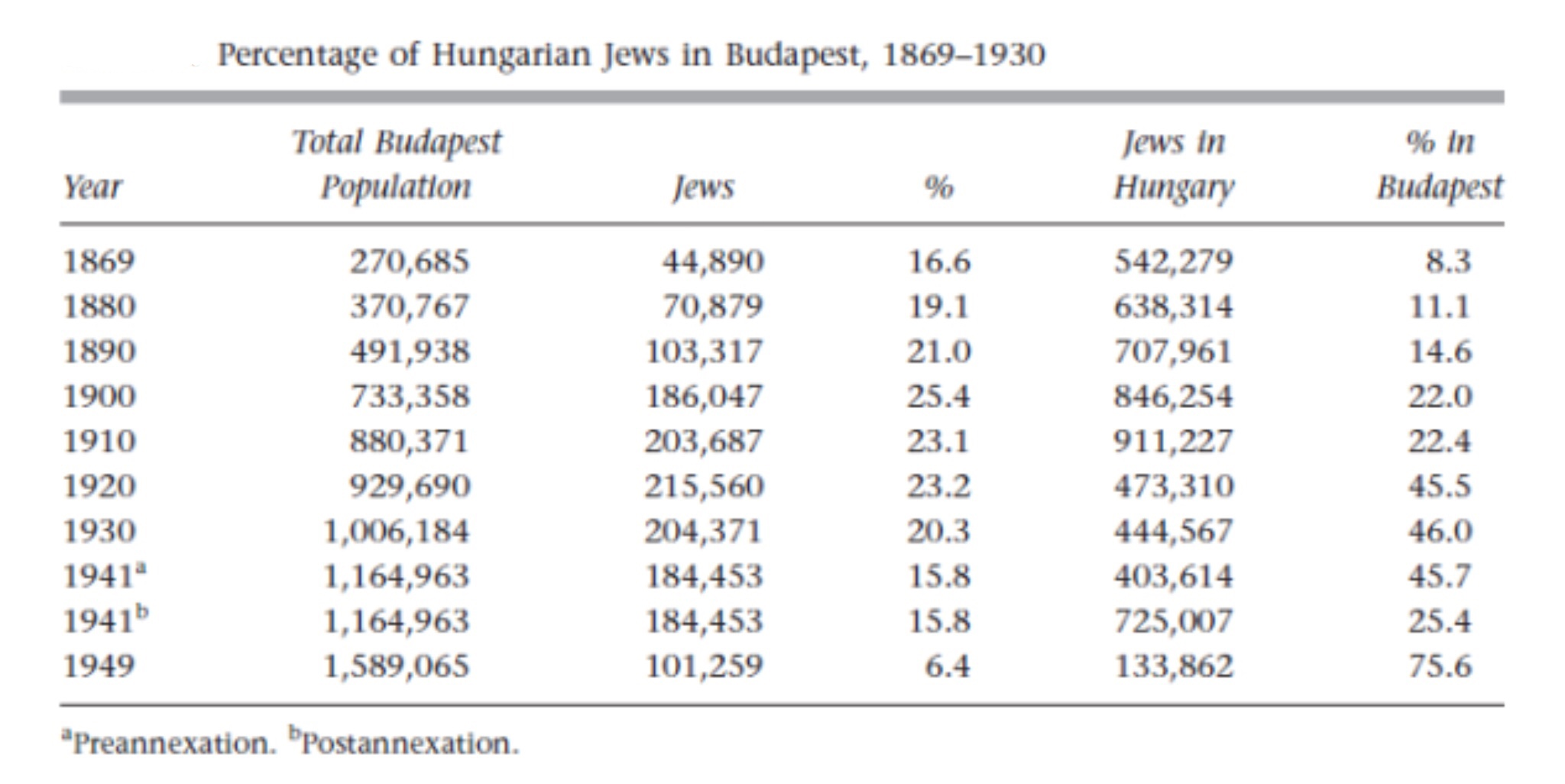
Porcentagem de judeus húngaros em Budapeste entre 1869 e 1930. [https://yivoencyclopedia.org/article.aspx/budapest

No início do século XX, mais da metade dos negócios eram de propriedade judaica e 85% das instituições financeiras eram administradas por judeus, então até Kálmán Tisza, primeiro-ministro liberal entre 1875 e 1890, lembrou sua importância na economia chamando-os de “o segmento mais industrial e construtivo da população húngara”.